# Úrvalsdeild Karla 2015
La temporada 2015 será la centésimo cuarta edición de la Úrvalsdeild Karla desde su creación en 1912. Es el torneo del fútbol de Islandia. En esta temporada participan 12 equipos, los 10 mejores de la anterior edición, más dos provenientes de la 1. Deild Karla 2014.
El campeón defensor es el Stjarnan Garðabær quien ganó su primer título de liga en 2014 de manera invicta.

## Ascensos y descensos
| Pos | Descendidos de la Úrvalsdeild Karla 2014 |
| --- | ---------------------------------------- |
| 11° | Fram Reykjavik                           |
| 12º | Thór Akureyri                            |

| Pos | Ascendidos de la 1. Deild Karla 2014 |
| --- | ------------------------------------ |
| 1º  | Leiknir Reykjavík                    |
| 2º  | ÍA Akranes                           |

## Equipos participantes
| Club               | Ciudad         | Estadio           | Capacidad | Temporada pasada    |
| ------------------ | -------------- | ----------------- | --------- | ------------------- |
| Breiðablik UBK     | Kópavogur      | Kópavogsvöllur    | 5.500     | 7°                  |
| FH Hafnarfjörður   | Hafnarfjörður  | Kaplakrikavöllur  | 6.738     | 2°                  |
| Fjölnir            | Reikiavik      | Fjölnisvöllur     | 1.030     | 9°                  |
| ÍA Akraness        | Akranes        | Akranesvöllur     | 4.850     | 2° (1. Deild Karla) |
| ÍBV Vestmannaeyjar | Vestmannaeyjar | Hásteinsvöllur    | 2.834     | 10°                 |
| ÍF Fylkir          | Reikiavik      | Fylkisvöllur      | 5.000     | 6°                  |
| Keflavík ÍF        | Keflavík       | Keflavíkurvöllur  | 5.200     | 8°                  |
| KR Reykjavik       | Reikiavik      | KR-Völlur         | 3.333     | 3°                  |
| Leiknir Reykjavík  | Reikiavik      | Leiknisvöllur     | 1.300     | 1° (1. Deild Karla) |
| Stjarnan           | Garðabær       | Stjörnuvöllur     | 1.000     | Campeón             |
| Valur Reykjavik    | Reikiavik      | Vodafonevöllurinn | 3.000     | 4°                  |
| Víkingur Reykjavík | Reikiavik      | Víkingsvöllur     | 1.613     | 5°                  |

### Distribución geográfica
| Región             | Cantidad | Clubes                                                                                            |
| ------------------ | -------- | ------------------------------------------------------------------------------------------------- |
| Höfuðborgarsvæði   | 8        | Stjarnan Breiðablik UBK Fjölnir ÍF Fylkir KR Reykjavik Leiknir Reykjavík Valur Víkingur Reykjavík |
| Suðurnes           | 2        | FH Hafnarfjörður Keflavík ÍF                                                                      |
| Borgarfjarðarsýsla | 1        | ÍA Akraness                                                                                       |
| Suðurland          | 1        | ÍBV                                                                                               |

## Modalidad de campeonato
El torneo se disputa mediante el sistema de todos contra todos, donde cada equipo juega contra los demás dos veces, una como local, y otra como visitante.
Cada equipo recibe tres puntos por partido ganado, un punto en caso de empate, y ninguno si pierde.
Al finalizar el torneo, aquel equipo con mayor cantidad de puntos se consagra campeón y obtiene la posibilidad de disputar la siguiente edición de la Liga de Campeones de la UEFA, partiendo de la segunda ronda preliminar. Los equipos ubicados en la segunda y tercera posición clasifican a la Liga Europea de la UEFA partiendo desde la primera ronda.
Los equipos que queden ubicados en las últimas dos posiciones descienden automáticamente a la segunda división.

## Tabla de posiciones
- Actualizado al final del torneo el 3 de octubre UEFA.com

|                 | Pos. | Equipo               | PJ | PG | PE | PP | GF | GC | Dif. | Pts. |
| --------------- | ---- | -------------------- | -- | -- | -- | -- | -- | -- | ---- | ---- |
| Clasificó a UCL | 1.   | FH Hafnarfjörður     | 22 | 15 | 3  | 4  | 47 | 26 | +21  | 48   |
|                 | 2.   | Breiðablik Kópavogur | 22 | 13 | 7  | 2  | 34 | 13 | +21  | 46   |
|                 | 3.   | KR Reykjavik         | 22 | 12 | 6  | 4  | 36 | 21 | +15  | 42   |
|                 | 4.   | Stjarnan Garðabær    | 22 | 9  | 6  | 7  | 32 | 24 | +8   | 33   |
|                 | 5.   | Valur Reykjavík      | 22 | 9  | 6  | 7  | 38 | 31 | +7   | 33   |
|                 | 6.   | Fjölnir Reykjavík    | 22 | 9  | 6  | 7  | 36 | 35 | +1   | 33   |
|                 | 7.   | ÍA Akranes           | 22 | 7  | 8  | 7  | 31 | 31 | 0    | 29   |
|                 | 8.   | Fylkir Reykjavik     | 22 | 7  | 8  | 7  | 26 | 31 | −5   | 29   |
|                 | 9.   | Víkingur Reykjavík   | 22 | 5  | 8  | 9  | 32 | 36 | −4   | 23   |
|                 | 10.  | IBV Vestmannaeyjar   | 22 | 5  | 4  | 13 | 26 | 37 | −11  | 19   |
|                 | 11.  | Leiknir Reykjavík    | 22 | 3  | 6  | 13 | 20 | 34 | −14  | 15   |
|                 | 12.  | Keflavík ÍF          | 22 | 2  | 4  | 16 | 22 | 61 | −39  | 10   |

|  | Campeón y clasificado a la Liga de Campeones de la UEFA 2016-17. |
|  | Clasificados a la Liga Europea de la UEFA 2016-17.               |
|  | Descendido a la 1. Deild Karla 2016                              |

## Resultados
- Actualizado al final del torneo el 3 de octubre UEFA.com

### Primera vuelta
| ÍA Akraness     | 0 - 1 | Stjarnan           | 3 de mayo |
| Fjölnir         | 1 - 0 | ÍBV Vestmannaeyjar | 3 de mayo |
| Valur Reykjavik | 3 - 0 | Leiknir Reykjavík  | 3 de mayo |
| Keflavík ÍF     | 1 - 3 | Víkingur Reykjavík | 3 de mayo |
| KR Reykjavik    | 1 - 3 | FH Hafnarfjörður   | 4 de mayo |
| ÍF Fylkir       | 1 - 1 | Breiðablik UBK     | 7 de mayo |

| ÍBV Vestmannaeyjar | 0 - 2 | Stjarnan        | 10 de mayo |
| FH Hafnarfjörður   | 2 - 0 | Keflavík ÍF     | 10 de mayo |
| Víkingur Reykjavík | 2 - 2 | Valur Reykjavik | 10 de mayo |
| Fjölnir            | 1 - 1 | ÍF Fylkir       | 11 de mayo |
| Leiknir Reykjavík  | 0 - 1 | ÍA Akraness     | 11 de mayo |
| Breiðablik UBK     | 2 - 2 | KR Reykjavik    | 11 de mayo |

| ÍF Fylkir       | 3 - 0 | ÍBV Vestmannaeyjar | 17 de mayo |
| Valur Reykjavik | 2 - 0 | FH Hafnarfjörður   | 17 de mayo |
| ÍA Akraness     | 1 - 1 | Víkingur Reykjavík | 17 de mayo |
| KR Reykjavik    | 2 - 0 | Fjölnir            | 17 de mayo |
| Stjarnan        | 1 - 1 | Leiknir Reykjavík  | 17 de mayo |
| Keflavík ÍF     | 1 - 1 | Breiðablik UBK     | 17 de mayo |

| Víkingur Reykjavík | 2 - 2 | Stjarnan          | 20 de mayo |
| FH Hafnarfjörður   | 4 - 1 | ÍA Akraness       | 20 de mayo |
| Breiðablik UBK     | 1 - 0 | Valur Reykjavik   | 20 de mayo |
| ÍBV Vestmannaeyjar | 2 - 2 | Leiknir Reykjavík | 20 de mayo |
| Fjölnir            | 1 - 0 | Keflavík ÍF       | 20 de mayo |
| ÍF Fylkir          | 1 - 3 | KR Reykjavik      | 20 de mayo |

| KR Reykjavik      | 1 - 0 | ÍBV Vestmannaeyjar | 25 de mayo |
| Keflavík ÍF       | 1 - 3 | ÍF Fylkir          | 25 de mayo |
| Valur Reykjavik   | 3 - 3 | Fjölnir            | 25 de mayo |
| ÍA Akraness       | 0 - 1 | Breiðablik UBK     | 26 de mayo |
| Leiknir Reykjavík | 2 - 0 | Víkingur Reykjavík | 26 de mayo |
| Stjarnan          | 1 - 1 | FH Hafnarfjörður   | 26 de mayo |

| ÍBV Vestmannaeyjar | 3 - 2 | Víkingur Reykjavík | 31 de mayo |
| KR Reykjavik       | 4 - 0 | Keflavík ÍF        | 31 de mayo |
| FH Hafnarfjörður   | 4 - 2 | Leiknir Reykjavík  | 31 de mayo |
| ÍF Fylkir          | 0 - 3 | Valur Reykjavik    | 31 de mayo |
| Fjölnir            | 2 - 0 | ÍA Akraness        | 31 de mayo |
| Breiðablik UBK     | 3 - 0 | Stjarnan           | 31 de mayo |

| Keflavík ÍF        | 3 - 1 | ÍBV Vestmannaeyjar | 7 de junio |
| Leiknir Reykjavík  | 0 - 2 | Breiðablik UBK     | 7 de junio |
| ÍA Akraness        | 0 - 0 | ÍF Fylkir          | 7 de junio |
| Valur Reykjavik    | 3 - 0 | KR Reykjavik       | 7 de junio |
| Stjarnan           | 1 - 3 | Fjölnir            | 7 de junio |
| Víkingur Reykjavík | 0 - 1 | FH Hafnarfjörður   | 7 de junio |

| ÍBV Vestmannaeyjar | 1 - 4 | FH Hafnarfjörður   | 14 de junio |
| Keflavík ÍF        | 1 - 2 | Valur Reykjavik    | 14 de junio |
| Breiðablik UBK     | 4 - 1 | Víkingur Reykjavík | 14 de junio |
| KR Reykjavik       | 1 - 1 | ÍA Akraness        | 15 de junio |
| ÍF Fylkir          | 0 - 2 | Stjarnan           | 15 de junio |
| Fjölnir            | 3 - 0 | Leiknir Reykjavík  | 15 de junio |

| Valur Reykjavik    | 1 - 1 | ÍBV Vestmannaeyjar | 21 de junio |
| FH Hafnarfjörður   | 1 - 1 | Breiðablik UBK     | 21 de junio |
| Leiknir Reykjavík  | 1 - 1 | ÍF Fylkir          | 22 de junio |
| ÍA Akraness        | 4 - 2 | Keflavík ÍF        | 22 de junio |
| Víkingur Reykjavík | 2 - 0 | Fjölnir            | 22 de junio |
| Stjarnan           | 0 - 1 | KR Reykjavik       | 22 de junio |

| ÍF Fylkir          | 1 - 0 | Víkingur Reykjavík | 26 de junio |
| ÍBV Vestmannaeyjar | 2 - 0 | Breiðablik UBK     | 28 de junio |
| KR Reykjavik       | 1 - 0 | Leiknir Reykjavík  | 28 de junio |
| Valur Reykjavik    | 4 - 2 | ÍA Akraness        | 28 de junio |
| Fjölnir            | 1 - 3 | FH Hafnarfjörður   | 28 de junio |
| Keflavík ÍF        | 1 - 2 | Stjarnan           | 29 de junio |

| Stjarnan           | 1 - 2 | Valur Reykjavik    | 10 de julio |
| ÍA Akraness        | 3 - 1 | ÍBV Vestmannaeyjar | 12 de julio |
| FH Hafnarfjörður   | 2 - 2 | ÍF Fylkir          | 12 de julio |
| Víkingur Reykjavík | 0 - 3 | KR Reykjavik       | 12 de julio |
| Leiknir Reykjavík  | 1 - 1 | Keflavík ÍF        | 13 de julio |
| Breiðablik UBK     | 2 - 0 | Fjölnir            | 13 de julio |

### Segunda vuelta
| Stjarnan           | 1 - 1 | ÍA Akraness     | 18 de julio |
| ÍBV Vestmannaeyjar | 4 - 0 | Fjölnir         | 19 de julio |
| Víkingur Reykjavík | 7 - 1 | Keflavík ÍF     | 19 de julio |
| FH Hafnarfjörður   | 1 - 3 | KR Reykjavik    | 19 de julio |
| Breiðablik UBK     | 0 - 1 | ÍF Fylkir       | 20 de julio |
| Leiknir Reykjavík  | 0 - 2 | Valur Reykjavik | 20 de julio |

| Valur Reykjavik | 0 - 1 | Víkingur Reykjavík | 25 de julio |
| Stjarnan        | 3 - 0 | ÍBV Vestmannaeyjar | 26 de julio |
| ÍF Fylkir       | 0 - 4 | Fjölnir            | 26 de julio |
| ÍA Akraness     | 2 - 1 | Leiknir Reykjavík  | 26 de julio |
| KR Reykjavik    | 0 - 0 | Breiðablik UBK     | 27 de julio |
| Keflavík ÍF     | 1 - 2 | FH Hafnarfjörður   | 27 de julio |

| ÍBV Vestmannaeyjar | 0 - 1 | ÍF Fylkir       | 5 de agosto |
| FH Hafnarfjörður   | 2 - 1 | Valur Reykjavik | 5 de agosto |
| Víkingur Reykjavík | 1 - 1 | ÍA Akraness     | 5 de agosto |
| Fjölnir            | 2 - 1 | KR Reykjavik    | 5 de agosto |
| Leiknir Reykjavík  | 1 - 0 | Stjarnan        | 5 de agosto |
| Breiðablik UBK     | 4 - 0 | Keflavík ÍF     | 5 de agosto |

| Leiknir Reykjavík | 0 - 2 | ÍBV Vestmannaeyjar | 9 de agosto  |
| Stjarnan          | 1 - 1 | Víkingur Reykjavík | 9 de agosto  |
| Keflavík ÍF       | 1 - 1 | Fjölnir            | 10 de agosto |
| KR Reykjavik      | 2 - 0 | ÍF Fylkir          | 10 de agosto |
| Valur Reykjavik   | 0 - 1 | Breiðablik UBK     | 10 de agosto |
| ÍA Akraness       | 2 - 3 | FH Hafnarfjörður   | 10 de agosto |

| ÍF Fylkir          | 3 - 3 | Keflavík ÍF        | 17 de agosto |
| Breiðablik UBK     | 3 - 1 | ÍA Akraness        | 17 de agosto |
| Víkingur Reykjavík | 1 - 1 | Leiknir Reykjavík  | 17 de agosto |
| FH Hafnarfjörður   | 4 - 0 | Stjarnan           | 17 de agosto |
| Fjölnir            | 1 - 1 | Víkingur Reykjavík | 20 de agosto |
| ÍBV Vestmannaeyjar | 1 - 1 | KR Reykjavik       | 21 de agosto |

| ÍA Akraness        | 4 - 4 | Fjölnir            | 24 de agosto |
| Valur Reykjavik    | 4 - 2 | ÍF Fylkir          | 24 de agosto |
| Leiknir Reykjavík  | 0 - 1 | FH Hafnarfjörður   | 24 de agosto |
| Stjarnan           | 0 - 1 | Breiðablik UBK     | 24 de agosto |
| Keflavík ÍF        | 0 - 1 | KR Reykjavik       | 25 de agosto |
| Víkingur Reykjavík | 1 - 0 | ÍBV Vestmannaeyjar | 25 de agosto |

| ÍBV Vestmannaeyjar | 3 - 0 | Keflavík ÍF        | 30 de agosto |
| Breiðablik UBK     | 0 - 0 | Leiknir Reykjavík  | 30 de agosto |
| ÍF Fylkir          | 0 - 0 | ÍA Akraness        | 30 de agosto |
| FH Hafnarfjörður   | 1 - 0 | Víkingur Reykjavík | 30 de agosto |
| KR Reykjavik       | 2 - 2 | Valur Reykjavik    | 30 de agosto |
| Fjölnir            | 1 - 1 | Stjarnan           | 30 de agosto |

| Valur Reykjavik    | 3 - 2 | Keflavík ÍF        | 13 de septiembre |
| ÍA Akraness        | 0 - 0 | KR Reykjavik       | 13 de septiembre |
| Leiknir Reykjavík  | 2 - 3 | Fjölnir            | 13 de septiembre |
| Víkingur Reykjavík | 2 - 2 | Breiðablik UBK     | 13 de septiembre |
| FH Hafnarfjörður   | 3 - 1 | ÍBV Vestmannaeyjar | 13 de septiembre |
| Stjarnan           | 1 - 0 | ÍF Fylkir          | 14 de septiembre |

| ÍF Fylkir          | 3 - 1 | Leiknir Reykjavík  | 20 de septiembre |
| Fjölnir            | 4 - 3 | Víkingur Reykjavík | 20 de septiembre |
| KR Reykjavik       | 0 - 3 | Stjarnan           | 20 de septiembre |
| ÍBV Vestmannaeyjar | 3 - 3 | Valur Reykjavik    | 20 de septiembre |
| Keflavík ÍF        | 0 - 4 | ÍA Akraness        | 20 de septiembre |
| Breiðablik UBK     | 2 - 1 | FH Hafnarfjörður   | 20 de septiembre |

| FH Hafnarfjörður   | 2 - 1 | Fjölnir            | 26 de septiembre |
| Víkingur Reykjavík | 0 - 0 | ÍF Fylkir          | 26 de septiembre |
| Stjarnan           | 7 - 0 | Keflavík ÍF        | 26 de septiembre |
| ÍA Akraness        | 1 - 0 | Valur Reykjavik    | 26 de septiembre |
| Leiknir Reykjavík  | 0 - 2 | KR Reykjavik       | 26 de septiembre |
| Breiðablik UBK     | 1 - 0 | ÍBV Vestmannaeyjar | 26 de septiembre |

| Valur Reykjavik    | 1 - 2 | Stjarnan           | 3 de octubre |
| KR Reykjavik       | 5 - 2 | Víkingur Reykjavík | 3 de octubre |
| ÍBV Vestmannaeyjar | 1 - 2 | ÍA Akraness        | 3 de octubre |
| Keflavík ÍF        | 3 - 2 | Leiknir Reykjavík  | 3 de octubre |
| ÍF Fylkir          | 3 - 2 | FH Hafnarfjörður   | 3 de octubre |
| Fjölnir            | 0 - 2 | Breiðablik UBK     | 3 de octubre |

## Máximos goleadores
Goles Anotados.

| Rank | Jugador                | Club             | Goles |
| ---- | ---------------------- | ---------------- | ----- |
| 1    | Patrick Pedersen       | Valur Reykjavík  | 13    |
| 2    | Jonathan Ricardo Glenn | Breiðablik UBK   | 12    |
| 3    | Steven Lennon          | FH Hafnarfjörður | 9     |
| 4    | Gardar Gunnlaugsson    | ÍA Akraness      | 9     |
| 5    | Atli Björnsson         | FH Hafnarfjörður | 8     |
| 6    | Atli Guðnason          | FH Hafnarfjörður | 8     |
| 7    | Óskar Örn Hauksson     | KR Reykjavik     | 8     |
| 8    | Jeppe Hansen           | Stjarnan         | 8     |